# Viola Valentino (album)
Viola Valentino è una raccolta di Viola Valentino pubblicata nel 1983 dall'etichetta musicale CGD.

## Tracce
1. Comprami
2. Sera coi fiocchi
3. Sei una bomba
4. Sono così
5. Giorno popolare
6. Romantici
7. Sola
8. Amiche
9. Anche noi facciamo pace
10. Balere
11. Come un cavallo pazzo
12. Arriva, arriva